# Oldenburger Geest
Die Oldenburger Geest ist eine naturräumliche Einheit und Haupteinheit. Sie liegt im Norddeutschen Tiefland und ist Teil der Ostfriesisch-Oldenburgischen Geest.

## Naturräumliche Gliederung

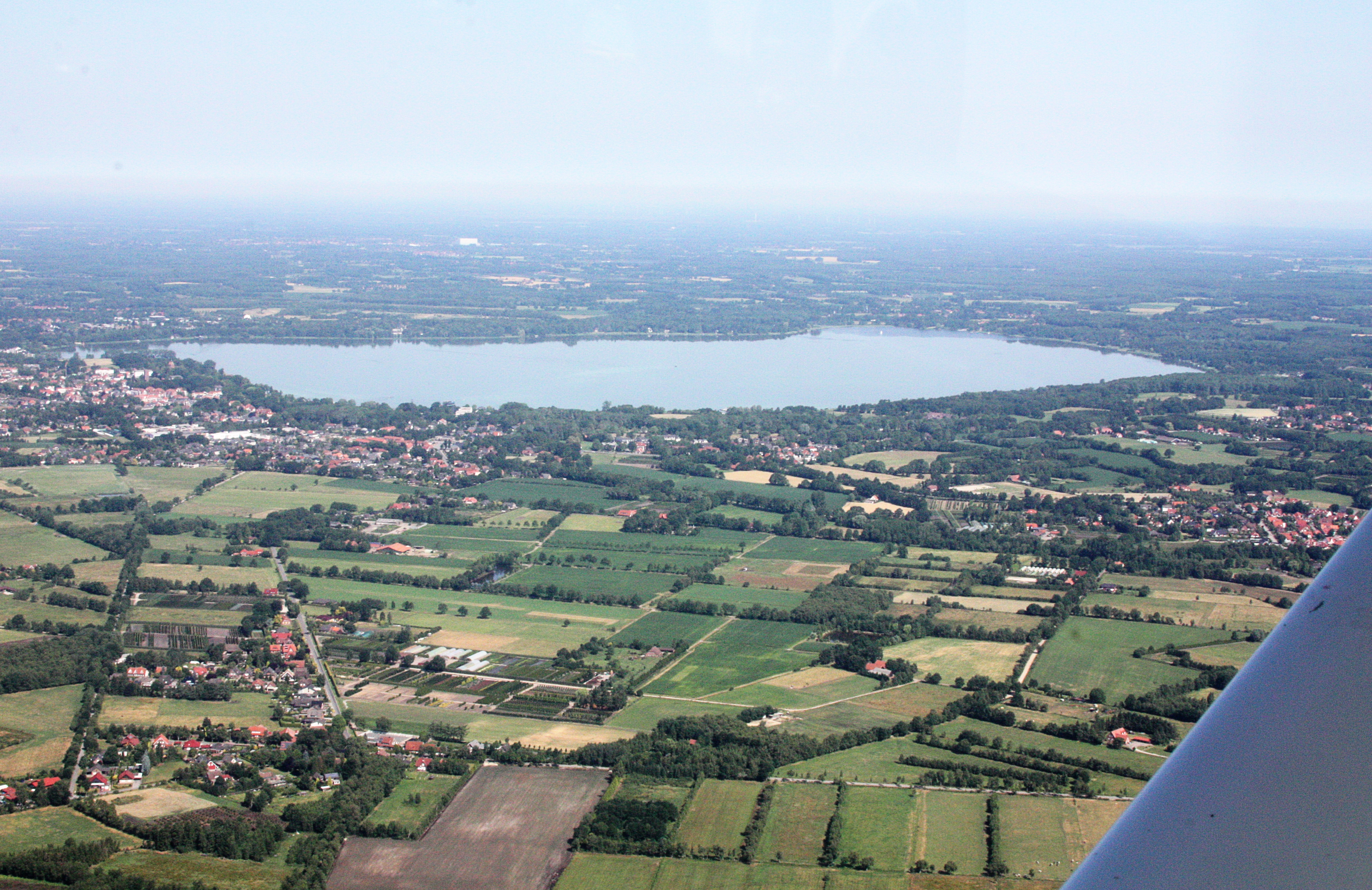
Parklandschaft Oldenburger Geest im Ammerland. Im Hintergrund das Zwischenahner Meer

Die Oldenburger Geest gliedert sich naturräumlich in folgende naturräumliche Untereinheiten:
- (zu 60 Ostfriesisch-Oldenburgische Geest)
  - 603 Oldenburger Geest
    - (603.0 Oldenburger Geest)[1]
      - 603.00 Aper Geestrand
      - 603.01 Ammerland (Namensgeber des Landkreises Ammerland)
      - 603.02 Ofener Geest
      - 603.03 Wapel-Jührdener Moorgeest
      - 603.04 Wiefelsteder Geestplatte
      - 603.05 Rasteder Geestrand
      - 603.06 Everstener Geestinseln
      - 603.07 Edewechter Geest

Begrenzt wird die Oldenburger Geest im Westen von der naturräumlichen Einheit der Ostfriesischen Zentralmoore und der Emsmarschen, im Norden durch die Ostfriesische Geest, im Osten durch die Wesermarschen sowie im Süden durch die Hunte-Leda-Moorniederung.

## Lage
Die Oldenburger Geest erstreckt sich im Wesentlichen über den Landkreis Ammerland und die Stadt Oldenburg. Sie liegt auf einer flachgewölbten Geestplatte und wird inselartig beinahe vollständig von Moor- und tiefliegenden Marschenland umgeben. Lediglich im Norden gibt es eine direkte Verbindung zur Ostfriesischen Geest.

## Raumstruktur
Zahlreiche beinahe parallel zueinander verlaufende Bäche mit zum Teil weiten Niederungen gliedern die Geestplatte in ein System langgestreckter Rücken, die sich in Nordost-Südwest-Richtung erstrecken. Die Rücken überragen die Niederungen nur um etwa drei Meter, nur an einigen Stellen darüber hinaus, wie z. B. der Tillyhügel oder der Übergang zur Marsch der unteren Hunte und zur Wesermarsch.
Der Landschaftseindruck wird geprägt durch Altholzbestände, das Zwischenahner Meer, vor allem aber durch Grünland, das durch viele gliedernde Elemente, wie Fließgewässer, Wallhecken und Laubwaldflächen, gekennzeichnet ist. Das Zwischenahner Meer ist ein inzwischen eutrophierter Braunwassersee mit teilweise noch vorhandenen typischen Verlandungszonen. Der See entstand durch einen Erdfall beim Einsturz eines Salzstocks. Im Norden der Landschaft liegt das weite, muldenförmige Niederungsgebiet der Wapel, das mit Hoch-, Übergangs- und Niedermooren erfüllt ist. Neben Grünländern kommen hier vereinzelt Moorbirkenwald und Heideflächen vor.

## Nutzung
Die Geestrücken sind durch kleine Waldstücke gegliedert, die nach der Aufteilung der Allmenden im Rahmen der Agrarreformen auf minderwertigen Böden aufgeforstet wurden. Sie werden als Grünland-Acker und – eine Besonderheit vor allem im Ammerland – als Fläche für Baumschulen genutzt. Die höher liegenden Bereiche werden ackerbaulich genutzt.

## Naturschutz
Naturschutzfachlich bedeutend ist das Jührdener Moor. Das Zwischenahner Meer hat eine besondere Bedeutung als Rast- und Rückzugsgebiet für Wasservögel.

## Alternative Begriffsbedeutung
In der Zeit der Selbstständigkeit des Großherzogtums Oldenburg bzw. des Freistaates Oldenburg wurde der Begriff Oldenburger Geest auch zur Bezeichnung des Mittelteils des Landes benutzt, wodurch der heutige Landkreis Oldenburg in den Begriff einbezogen wurde. Zur Oldenburger Geest wurden die Ämter Oldenburg, Westerstede, Varel, Wildeshausen und Delmenhorst gerechnet. An die Oldenburger Geest schließen sich bei diesem Sprachgebrauch im Norden das Gebiet Marsch und im Süden die Münsterländische Geest an.